# Helvetios (Stern)
Helvetios (51 Pegasi) ist ein 50 Lichtjahre entfernter sonnenähnlicher Stern im Sternbild Pegasus. Seine scheinbare Helligkeit beträgt 5,46 mag, sodass er in dunklen Nächten gerade noch mit freiem Auge zu erkennen ist. Seine Masse ist etwa 10 % höher als die der Sonne und er hat eine größere Metallizität als sie, da seine Wasserstoffvorräte langsam ausgehen.
Um Helvetios wurde 1995 von Michel Mayor und Didier Queloz vom Departement für Astronomie der Universität Genf der erste Planet außerhalb des Sonnensystems (Exoplanet) entdeckt, der um einen sonnenähnlichen Stern kreist. Der Planet mit der Bezeichnung Dimidium hat rund 0,46 Jupitermassen und umrundet den Stern in etwa 4,2 Tagen in einer Entfernung von nur 0,052 astronomischen Einheiten (AE). Ein zweiter Planet wurde vermutet.
Der Stern wurde von der IAU am 15. Dezember 2015 nach einem öffentlich ausgeschriebenen Wettbewerb zur Benennung von Exoplaneten und deren Zentralsternen Helvetios benannt. Der von der Jugendgruppe der Astronomischen Gesellschaft Luzern vorgeschlagene Name ist lateinisch und bezieht sich auf den keltischen Volksstamm der Helvetier, die in der heutigen Schweiz siedelten.